# サリー・ローズのバラッド
『サリー・ローズのバラッド』(The Ballad of Sally Rose) は、1985年2月にリリースされたエミルー・ハリスのアルバム。これは2つの理由でハリスにとって重要な出発点となった。第一にこれ以前のアルバムはほとんど他人の楽曲で構成されていたが、このアルバムではすべての曲はハリスと当時の夫ポール・ケナーリーによって書かれている。第二にこれはコンセプト・アルバムであり、ハリスとグラム・パーソンズとの関係に大まかに基づいている。このアルバムはサリー・ローズと名付けられたキャラクターの恋人であり、メンターであり、ハードに生きてハードに飲んだミュージシャンが旅行中に殺されたという物語からなっている。ドリー・パートン、リンダ・ロンシュタット、ゲイル・デイビスがいくつかの曲でハーモニーを歌っている。曲の多くは互いに流れ込み、継続的な勢いを生み出している。 
このアルバムの以前にはハリスの自作曲は1969年のデビュー作である『グライディング・バード』に含まれた2曲だけで、この後は2000年の『レッド・ダート・ガール』まで繰り返されない偉業だった。ハリスはこのアルバムを「カントリーオペラ」と表現している。 

## 反応
| 専門評論家によるレビュー | 専門評論家によるレビュー |
| レビュー・スコア         | レビュー・スコア         |
| 出典                     | 評価                     |
| ------------------------ | ------------------------ |
| オールミュージック       | [ 2 ]                    |

 2006年に彼女のキャリアを語るBBC Radio 2プログラムで、ハリスはアルバムがリリースされたときの商業的な「災害」であり、その相対的な失敗は彼女が再び「お金のため」に働かなければならないことを意味した。このアルバムからの2枚のシングルはハリスの基準からは残念な結果となったが、シングル「ホワイト・ライン」はそこそこ成功であり、カントリーチャートで14位に達した。 
『サリー・ローズのバラード』はグラミー賞の最優秀女性カントリーボーカルパフォーマンスにノミネートされた。 
特記あるものをのぞきエミルー・ハリスとポール・ケナーリーの作曲
| #   | タイトル                                                                                 | 作詞・作曲                                                                               | 時間 |
| --- | ---------------------------------------------------------------------------------------- | ---------------------------------------------------------------------------------------- | ---- |
| 1.  | 「The Ballad of Sally Rose」                                                             |                                                                                          | 2:48 |
| 2.  | 「Rhythm Guitar」                                                                        |                                                                                          | 3:18 |
| 3.  | 「I Think I Love Him" / Instrumental: "You Are My Flower」                               | Harris / A.P. Carter                                                                     | 1:07 |
| 4.  | 「Heart to Heart」                                                                       |                                                                                          | 2:31 |
| 5.  | 「Woman Walk the Line」                                                                  |                                                                                          | 4:08 |
| 6.  | 「Bad News」                                                                             |                                                                                          | 1:46 |
| 7.  | 「Timberline」                                                                           |                                                                                          | 2:51 |
| 8.  | 「Long Tall Sally Rose」                                                                 |                                                                                          | 1:32 |
| 9.  | 「White Line」                                                                           |                                                                                          | 3:46 |
| 10. | 「Diamond in My Crown」                                                                  |                                                                                          | 2:55 |
| 11. | 「The Sweetheart of the Rodeo」                                                          |                                                                                          | 3:41 |
| 12. | 「K-S-O-S"/instrumental medley: "Ring of Fire"/"Wildwood Flower"/"Six Days on the Road」 | Harris, Kennerley; June Carter, Merle Kilgore, A.P. Carter, Earl Greene, Carl Montgomery | 2:50 |
| 13. | 「Sweet Chariot」                                                                        |                                                                                          | 2:58 |

## パーソネル
- スティーブ・キャッシュ - ハーモニカ
- バーバラ・コワート - バッキング・ボーカル
- ゲイル・デイヴィーズ - バッキングボーカル
- ハンク・デヴィート - アコースティックギター、エレクトリックギター、ペダルスチール、ドブロ
- フィリップ・ドネリー - エレクトリックスライドギター
- ベッシル・デュホン - アコーディオン
- レイ・フラック - エレクトリックギター
- ヴィンス・ギル - エレクトリックギター、バッキングボーカル
- エモリー・ゴーディ・ジュニア - アコースティックギター、ベース、ストリングスアレンジメント
- エミルー・ハリス - ボーカル、アコースティックギター、バッキングボーカル
- ジョン・ジャービス - キーボード
- ウェイロン・ジェニングス - エレクトリックギター
- シェーン・ケイスター - キーボード
- ポール・ケナーリー - アコースティックギター、エレキギター
- ラス・カンケル - ドラムス
- アルバート・リー - アコースティックギター、エレクトリックギター、マンドリン
- ラリー・ロンディン - ドラムス、パーカッション
- ドリー・パートン - バッキングボーカル
- トム・ローディ-パーカッション
- リンダ・ロンシュタット - バッキングボーカル
- ゲイリー・スクラッグス - ハーモニカ
- バディ・スピッチャー - フィドル
- バリー・タシアン - アコースティックギター
- ボビー・トンプソン - アコースティックギター、バンジョー

## 技術
- ドニヴァン・コウォート - エンジニア
- トム・ハーディング - セカンドエンジニア
- エミルー・ハリス - プロデューサー
- ポール・ケナーリー - プロデューサー
- キース・オードル - セカンドエンジニア

## チャートでのパフォーマンス
| チャート（1985）                         | ピーク ポジション |
| ---------------------------------------- | ----------------- |
| 米国のビルボードトップカントリーアルバム | 8                 |
| 米国ビルボード 200                       | 171               |